# ۲-متیل‌تتراهیدروفوران
۲-متیل‌تتراهیدروفوران (به انگلیسی: 2-Methyltetrahydrofuran) یک ترکیب شیمیایی است. 